# Castilië

Vlag van Castilië

Castilië op de huidige Spaanse landkaart

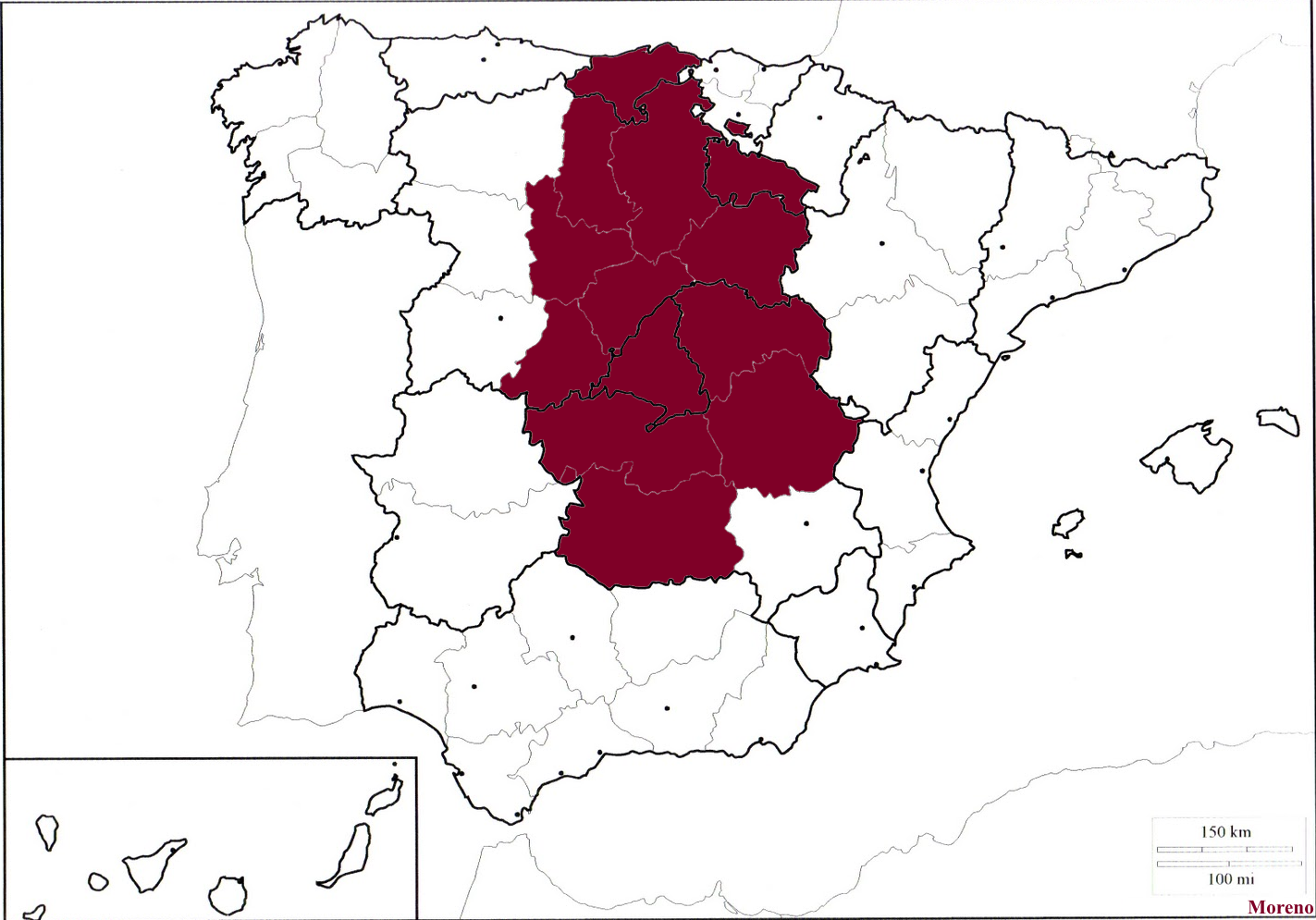
Castilië voor de herindeling van de regio's.

Castilië is een landstreek in Spanje en met Aragon historisch een van de beide koninkrijken waaruit Spanje opgebouwd is. Castilië komt min of meer overeen met de huidige autonome gemeenschappen Cantabrië, Castilië en León, La Rioja, Madrid en Castilië-La Mancha.

## Naam
Castilië dankt zijn naam aan het Spaanse woord voor kasteel, castillo, naar de vele burchten die ten tijde van de verovering van Spanje op de Moren werden gebouwd.

## Geschiedenis
Aan het eind van de 15e eeuw waren er vier koninkrijken op het Iberisch Schiereiland: Portugal, Navarre, Castilië en Aragon. De laatste twee werden de facto verenigd door het huwelijk van Isabella I van Castilië met Ferdinand II van Aragon. De officiële eenmaking (Ferdinand en Isabella bleven officieel elk koning en koningin van hun eigen deel), dat wil zeggen het onder een vorst komen van de beide delen, gebeurde onder keizer Karel V, kleinzoon van Isabella en Ferdinand, via diens moeder Johanna de Waanzinnige. Karel V werd in Spanje wel aangeduid als Karel I.
De autonome gemeenschappen Castilië en León, La Rioja en Cantabrië vormden tot 1983 een autonome regio onder de naam Oud Castilië. De autonome regio's Castilië-La Mancha en Madrid werd Nieuw Castilië genoemd tot Madrid een zelfstandige regio werd.

## Separatisme
Het hedendaagse Spanje wordt door bepaalde regionalistische en separatistische groeperingen in perifere regio's als Baskenland, Galicië en Catalonië vaak vereenzelvigd met Castilië en Castiliaanse overheersing, wat door hen verworpen wordt. Op een neutraler niveau is het in Spanje politiek correct om de Spaanse taal aan te duiden met 'Castiliaans', omdat op het Spaanse grondgebied ook andere (regionale) talen gesproken worden.